# 伊爾瑙-埃弗雷蒂孔

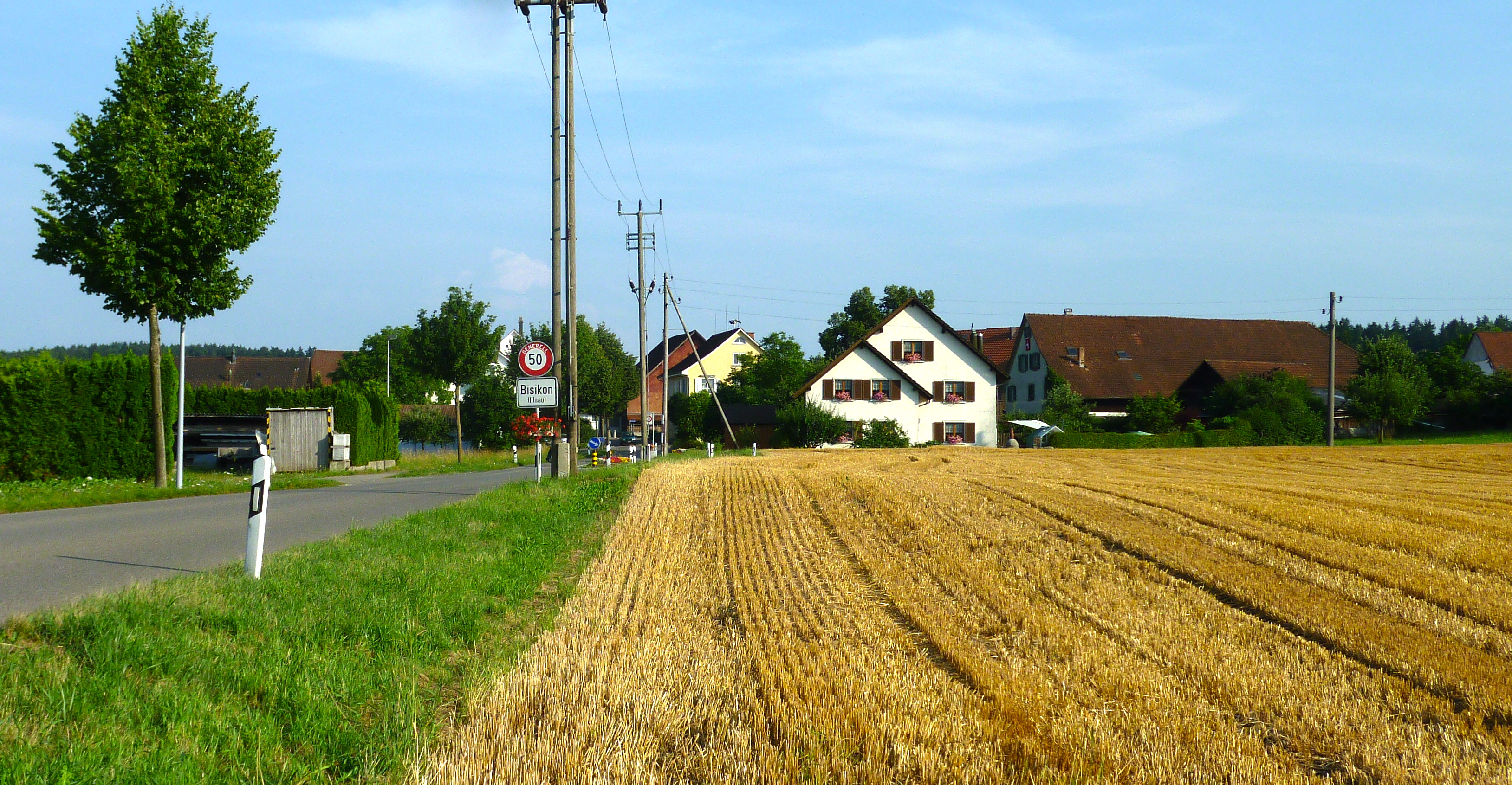
伊尔瑙-埃弗雷蒂孔风光

伊爾瑙-埃弗雷蒂孔（德語：Illnau-Effretikon）是瑞士联邦苏黎世州普费菲孔区的市镇。该市镇面积为32.86平方千米，海拔高度517米，2018年12月31日人口为17,066人。

## 外部連結
伊尔瑙-埃弗雷蒂孔官方网站 （页面存档备份，存于）